# 洞爺月浦温泉
洞爺月浦温泉（とうやつきうらおんせん）は、北海道虻田郡洞爺湖町月浦、洞爺湖西側湖畔にある温泉。
温泉施設は2011年（平成23年）11月10日から営業休止中。

## 泉質
- カルシウム・ナトリウム-硫酸塩泉（低張性弱アルカリ温泉）[1]など3種類の源泉井がある。

## 温泉施設
- レストラン「十三夜」を併設した日帰り入浴施設「洞爺月浦温泉ポロモイ」があったが[2]、前述の通り営業休止が続いており、温泉の利用はできない。
- 男女各1つの内湯浴槽がカルシウム・ナトリウム-硫酸塩泉の源泉掛け流しで、ややぬるく湯色は黄褐色。残りの内湯及び露天風呂はカルシウム-硫酸塩泉の加温濾過循環式で湯は無色透明。家族風呂がありカルシウム-硫酸塩泉の源泉掛け流しであった。
- 露天風呂の湯べりで立ち上がれば洞爺湖を望むことができた。

## アクセス
- 自動車利用 : 道央自動車道・虻田洞爺湖ICより10分。国道230号沿い。
- 路線バス : 道南バス、洞爺湖温泉より約5分、とうや水の駅より20分。